# بيض القرن
بيض القرن (بالصينية:皮蛋; بينين: pídàn) وتنطق بيدان، وتعرف أيضاً بالبيض المحفوظ أو بيض المئة سنة أو بيض الألف سنة أو بيض الألفية. هو من مكونات المطبخ الصيني ويصنع من خلال وضع بيض البط أو الدجاج أو السمان في خليط من الطين والرماد والملح والجير الحي وقشر الأرز من عدة أسابيع حتى عدة أشهر حسب طرق المعالجة.

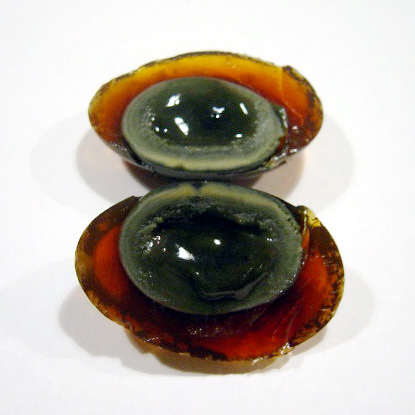
بيض القرن مشرح

يصبح لون صفار البيض أخضر داكن مائل إلى الرمادي مع كثافة كريمية ورائحة الكبريت والأمونيا خلال المعالجة، بينما يصبح بياض البيض بني داكن على شكل هلام شفاف مع ملوحة أو نكهة خفيفة والمسؤول عن التحول في بيض القرن هي مادة قلوية والتي ترفع درجة حموضة البيض تدريجياً إلى حوالي 9-12 أو أكثر خلال المعالجة. هذه العملية الكيميائية تقوم بتحليل بعض المركبات، وتقلل نكهة البروتين والدهون وتنتج مركبات متنوعة أصغر حجما ومليئة بالنكهات، بعض البيض لديه نقوش بالقرب من سطح بياض البيض والتي تشبه فروع شجرة الصنوبر وهذه النقوش هي سبب وجود أحد الأسماء الصينية وهو بيض النقش الصنوبري.

## التاريخ
غالباً يعود أصل صنع بيض القرن إلى ضرورة حفظ البيض في وقت الوفرة عن طريق تغليفهم بالطين القلوي، وهذا مماثل لأساليب حفظ البيض في بعض الثقافات الغربية. عندما يجف الطين حول البيضة ينتج عن ذلك بيض القرن بدلاً عن فساد البيض.
يعتقد البعض أنه مضى على أقل أربعة قرون على إنتاج بيض القرن أو أكثر، فقد قيل إنه اكتُشف منذ حوالي 600 عام في خلال عهد أسرة مينغ عندما اكتشف صاحب المنزل بيض البط في بركة ضحلة من الجير التي تم استخدامها للطين خلال بناء منزله منذ شهرين. فور تذوقه البيض بادر بإنتاج المزيد ولكن هذه المرة بإضافه الملح لتحسين النكهة والنتيجة هي الوصفة الحالية لبيض القرن.

## الطرائق

### التقليدية
الطريقة التقليدية لإنتاج بيض القرن هي التطوير والتحسين من العملية البدائية المذكورة أعلاه. بدلا من استخدام الطين فقط، خليط من رماد الخشب والجير والملح التي يتضمنها خليط التجصيص تزيد من درجة الحموضة ومحتوى الصوديوم.
هذا بالإضافة إلى المركبات القلوية الطبيعية التي تحسن من إمكانية صنع بيض القرن بدلاً من فساده وأيضاً زيادة سرعة العملية البدائية المذكورة أعلاه وصفة صنع بيض القرن خلال هذه العملية تبدأ بنقع ثلاثة أرطال من الشاي في الماء المغلي. نضيف إلى الشاي، ثلاثة أرطال من الجير الحي (أو سبع أرطال عندما يتم تنفيذ العملية في فصل الشتاء) تسعة أرطال من ملح البحر وسبعة أرطال من رماد خشب البلوط المحروق تخلط لتكون عجينة ناعمة. في حين ترتدي القفازات ليمنع الجير من تآكل الجلد، وبواسطة اليد تغطى كل بيضة على حدا ثم تـُلف بكتلة من قشر الأرز للحفاظ على البيض من الالتصاق بعضه ببعض قبل أن يوضع في وعاء مغطى بالقماش أو السلال المنسوجه بإحكام. يجف الطين ببطء ويصبح صلباً ويتحول إلي قشره خلال عدة أشهر ثم يصبح البيض جاهز للاستهلاك.

### الحديثة
بيض القرن تظهر تدفه الثلج /فرع الصنوبر (松花, sōnghuā) كالانماط وفي الحقيقة هي عبارة عن تشعبات مختلفة من الأملاح القلوية.
وعلى الرغم من ان الطريقة التقليدية لا تزال تمارس بشكل واسع إلا ان الفهم الحديث للكيمياء واراء صناع بيض القرن كلاها أدى إلى تبسيط الكثير في الوصفة. على سبيل المثال، نقع البيض في محلول ملحي وهيدروكسيد الكالسيوم وكربونات الصوديوم لمدة عشرة أيام تليها عدة أسابيع من التعتيق بينما يكون محاطأ بالبلاستيك لتحقيق نفس تاثير الطريقة التقليدية.
وذلك لأن معالجة البيض في كل من الطريقتين الحديثة والقديمة يتم انجازها من خلال أدخال هيدروكسيد الصوديوم داخل البيضة. ومركب أكسيد الرصاص الثنائي السام يزيد من سرعة معالجة بيض القرن مما جعل بعض المنتجين الذين لا ضمير لهم في الماضي ان يقوموا بإضافته إلى خليط المعالجة. ومع ذلك، يستخدم أكسيد الزنك الآن كبديل أكثر أماناً .على الرغم من أن الزنك من المغذيات الدقيقة الأساسية وأن الاستهلاك المفرط منه يمكن أن يؤدي إلى نقص النحاس لذلك يحتاج محتوى الزنك إلى ان يفحص من اجل السلامة.

## الإستخدامات

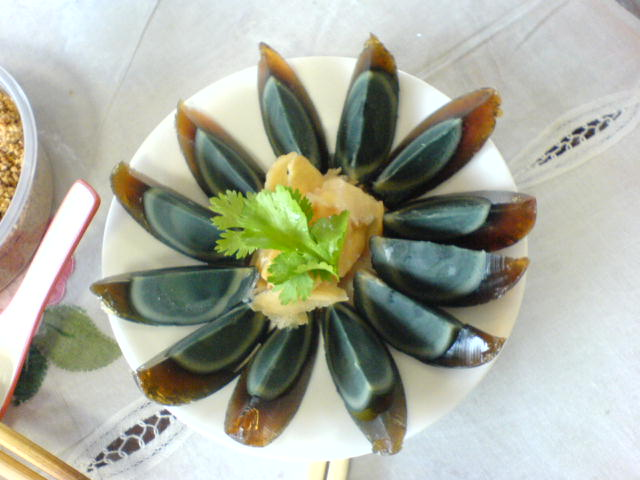
بيض القرن مرتب في طبق

يمكن ان يؤكل بيض القرن دون تحضير مسبق وحده أو كطبق جانبي. كنوع من المقبلات، الكنتونية تلف قطعة من هذا البيض مع شرائح من مخلل جذر الزنجبيل (يباع أحياناً على أعواد في الشوارع) ووصفة شنغهاي هي: مزيج من بيض القرن المفروم مع التوفو المبردة. في تايوان من الشائع أكل بيض القرن عن طريق تقطيعه إلى شرائح ووضعه فوق التوفو الباردة مع كاتسووبوشي وصلصة الصويا وزيت السمسم في طريقه مشابهة للهياياكو اليابانية. الاختلاف في هذه الوصفة شائع في شمال الصين وهي شرائح من بيض القرن توضع فوق التوفو الناعمه المبردة بالإضافة إلى كميات وافره من الزنجبيل والبصل الأخضر المقطع إلى شرائح صغيره كطبقه من الزينة ثم يرش الطبق بصلصة الصويا الخفيفة وزيت السمسم للطعم.وأيضاً يستخدم في طبق يعرف بالبيض الطازج القديم حيث يفرم بيض القرن ويمزج (أو يوضع فوقه) مع عجة البيض المصنوعه من البيض الطازج. يمكن أن يقطع بيض القرن إلي قطع ويقلى مع الخضار، وهو من أكثر الاطباق شيوعاً ويوجد في المطبخ التايواني.

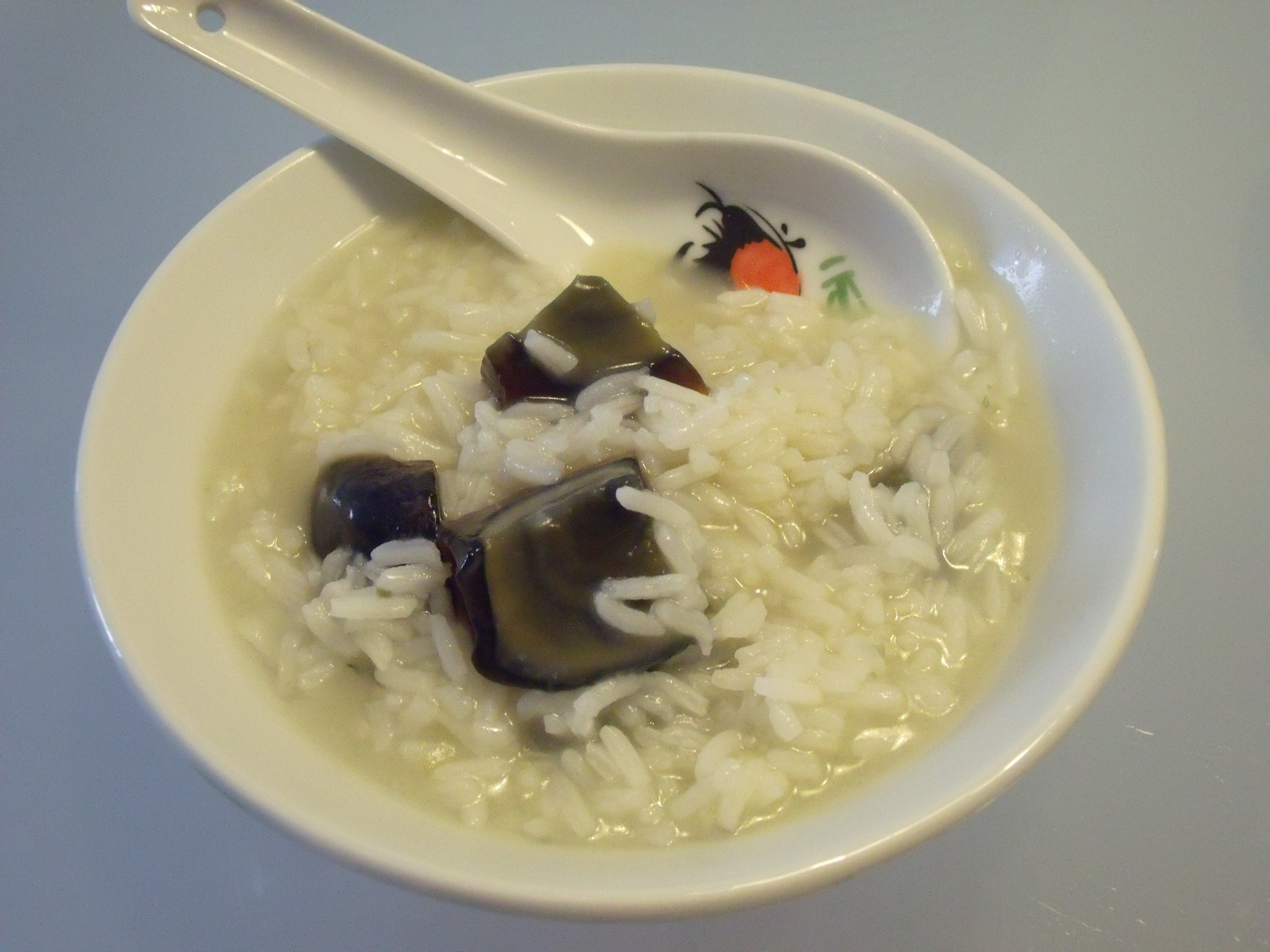
بيض القرن مع كونج

بعض الأسر الصينية تقطعهم إلى قطع صغيرة ويطبخ مع عصيدة الأرز لصنع بيض القرن ولحم الخنزير العجاف (كونج). يتم تقديم هذا أحيانا في المطاعم الصينية التقليدية. أرز الكونج ولحم الخنزير العجاف وبيض القرن هي المكونات الأساسية. يقطع بيض القرن المقشر إلى أرباع أو اثمان ويطبخ على نار هادئة مع قطع لحم الخنزير المتبل والمنقوع حتى تنضج كل من المكونات في أرز كونج.
أعواد العجين المقلي المعروف باسم (يوتي ياو) تؤكل عادة مع بيض القرن، كونج اختلاف اخر شائع في هذا الطبق وهو إضافة بيض البط المملح الي مزيج كونج. وفي المناسبات الخاصة مثل حفلات الزفاف أو حفلات عيد الميلاد الطبق الأول هو شرائح من لحم الخنزير المشوي ومخلل البصل الأخضر وشرائح أذن البحر ومخلل شرائح الجزر ومخلل شرائح الفجل الأبيض وشرائح قنديل البحر المتبل وشرائح لحم الخنزير وأرباع بيض القرن تقدم. وهذا ما يسمى (بلونق بون) في الكنتونية وهو ما يعنى ببساطه «الطبق البارد».

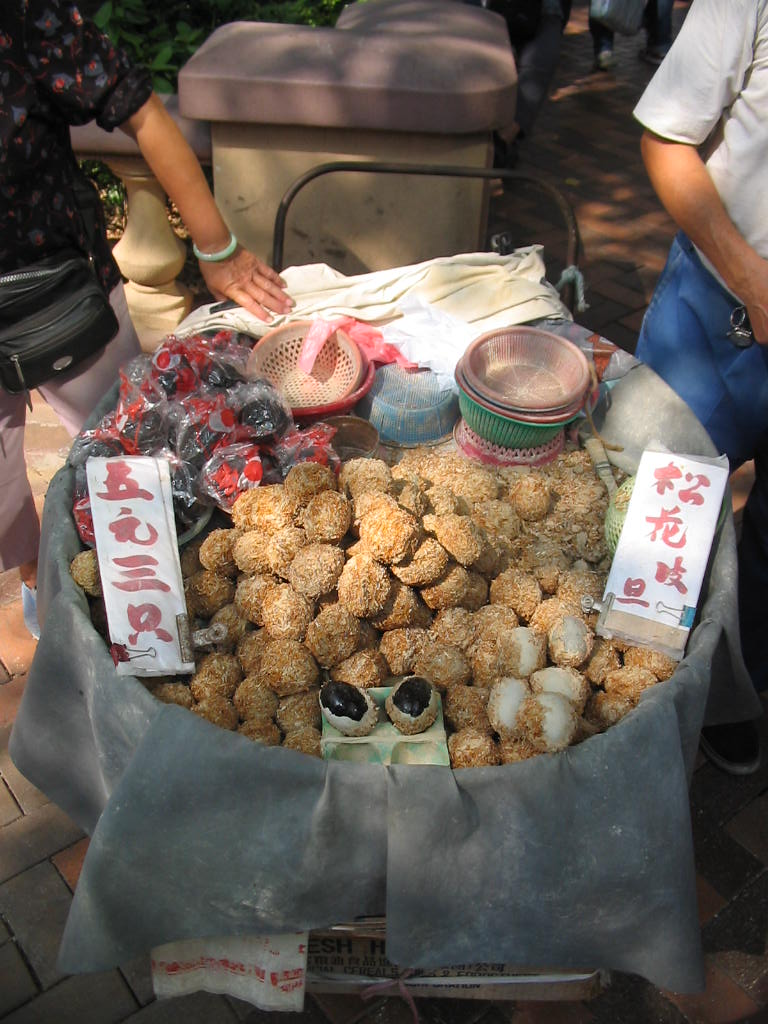
بيض القرن للبيع في هونغ كونغ.

## الإعتقاد الخاطئ وأصل الكلمة
يباع بيض القرن في هونغ كونغ. وفقاً للاعتقادات الخاطئة كان بيض القرن يصنع عن طريق نقع البيض في بول الحصان. وربما نشأة الأسطورة من الرائحة القوية للأمونيا (وهو نتيجة جانبية لانهيار البروتين) المنبعثة من بيض القرن والتي تذكر برائحه البول. يعتبر بول الحصان أساسي في بعض الشيء وتتراوح درجة حموضته من7.5 إلى 7.9، وفي اللغة التايلندية ولغة لاو، الكلمة الأكثرشيوعاً لهذا النوع من البيض المحفوظ تعنى حرفياً (بيض بول الحصان) وذلك بسبب الأسطورة ورائحة الأمونيا المميزة في بيض القرن.